# Тврдорепе патке
Тврдорепе патке (лат. Oxyurinae) су потпородица породице пловке (лат. Anatidae) из реда пловуша (лат. Anseriformes). 

## Систематика
Следећи родови и врсте припадају потпородици тврдорепе патке (Oxyurinae):
- Род Oxyura
  - Црноглава патка

  - Белоглава патка или плавокљуна патка

  - Аргентинска плавокљуна патка

  - Афричка плавокљуна патка

  - Аустралијска плавокљуна патка

  - Новозеландска тврдорепа патка
 †[1]
- Род Nomonyx
  - Маскирана плавокљуна патка

- Род Heteronetta
  - Јужноамеричка црноглава патка

- Род Biziura
  - Аустралијска мошусна патка

  - Новозеландска мошусна патка
 †[1]

Јужноамеричка црноглава патка једина врста из рода Heteronetta има кратак реп и обичан кљун и више личи на типичне врсте патака из породице Anatidae, она је вероватно прва врста тврдорепих патака која се развила у посебну врсту. Маскирана плавокљуна патка једина врста из рода Nomonyx се налази између јужноамеричке црноглаве патке (Heteronetta atricapilla) и осталих врста тврдорепих патака и вероватно је друга врста тврдорепих патака која се развила у посебну врсту.
Аустралијска мошусна патка (Biziura lobata) из рода Biziura је карактеристична по израженом полном диморфизму и својој јединственој анатомији, која је сличнија врстама из рода Oxyura него врстама из преостала два рода. 

### Oxyurinae или Tadorninae
- Род Malacorhynchus
  - Ружичастоуха патка

  - Скарлетова патка
 (енгл. Scarlett's duck)  †

Анализе митохондријалне ДНК сугеришу ближу везу између ружичастоухе патке (Malacorhynchus membranaceus) једине живуће врсте из рода Malacorhynchus и аустралијске мошусне патке (Biziura lobata), ако та веза буде потврђена то ће представљати један од најдрастичнијих случајева дивергентне адаптације у целом реду пловуша.